# Акат
Ака́т (також ака́та або ака́тій) — тип парусного корабля, вітрильно-гребний дво- або трищогловий корабель крейсерського призначення з озброєнням до 20 гармат.

## Використання
Наприкінці XVIII століття у складі російського Чорноморського флоту перебували акати завдовжки близько 29 метрів, завширшки близько 8 метрів і з осадкою близько 3,3 метра. Артилерійське озброєння кораблів становило дві 3-пудові гаубиці на носу, десять напівкартартаульних єдинорогів, шість 8-фунтових єдинорогів на юті та баці. Для абордажних дій на акаті перебували сотня мушкетерів, шість офіцерів та вісім унтерофіцерів і барабанщиків.
Закладені Олександром Соколовим у листопаді 1790 року в Миколаєві, надалі передбачалося збудувати серію акатів і використовувати їх для крейсерської та посильної служби, однак після смерті князя Олександра Потьомкіна їхнє будівництво припинилося. За весь час на Чорноморському флоті збудовано лише два акати, «Ірина» і «№ 2». Обидва кораблі, спущені на воду в 1791 році, брали участь у морських експедиціях у складі ескадр.
Відтоді оригінальні за типом і конструкцією акати ніколи більше не будували ні в російському, ні інших флотах.